# Lublinští Židé
| Rok  | Příslušníků |
| ---- | ----------- |
| 1568 | 500         |
| 1602 | 2000        |
| 1787 | 4231        |
| 1865 | 12 992      |
| 1931 | 38 937      |
| 1939 | 42 830      |
| 1945 | 4553        |
| 1990 | 10          |
| 2007 | 20          |

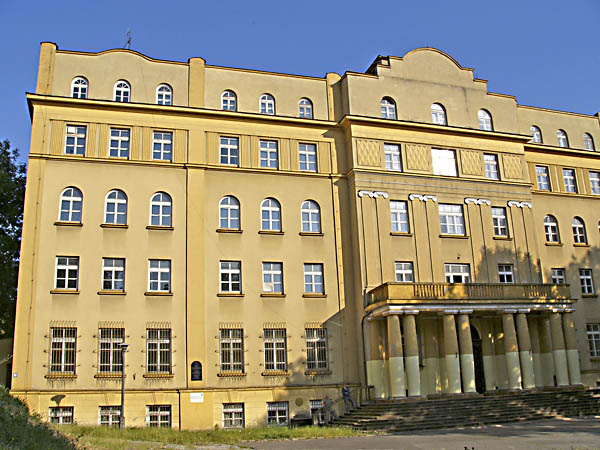
Budova talmudické školy Ješiva Chachmej Lublin odolala druhé světové válce

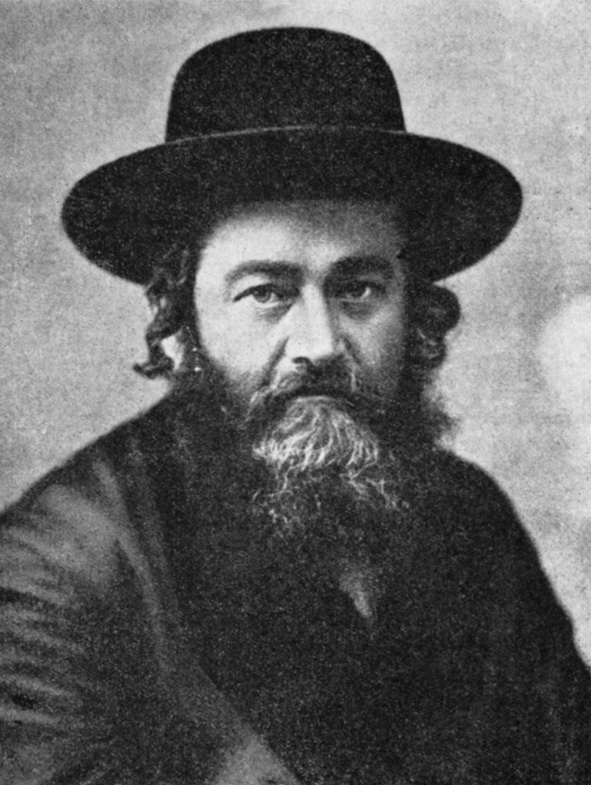
Rabín Majer Šapiro

Dějiny Židů v Lublinu a okolí čítají přes 700 let a zahrnují jak období rozkvětu a tolerance, tak doby pogromů a téměř úplného vyhlazení během holocaustu. Lublin byl vždy symbolem židovské ortodoxie, rozvoje hebrejské jazykové kultury, jazyka jidiš a také posvátných nauk, za což si vysloužil přezdívku „židovský Oxford“ či „Jeruzalém Polského království“.
Koncem 18. století se stal Lublin jedním z největších center chasidismu, zejména vlivem Jakuba Izáka Horovice, který zde roku 1794 otevřel vlastní synagogu. Během 19. století vzniklo či bylo přestavěno několik dalších synagog. Roku 1886 byl zřízen židovský špitál, který se v meziválečné éře vypracoval na nejmodernější nemocnici v Polsku. Během tohoto krátkého období nastal největší rozmach židovské obce: v letech 1930-1939 zde působila největší talmudická škola na světě, Ješiva Chachmej Lublin; do roku 1933 ji vedl rabín Majer Šapiro, který také pořádal mezinárodní sbírky, aby mohl zajistit její financování. Knihovna této školy čítala přes 22 000 svazků knih a 10 000 časopisů, z nichž většinu odvezli či zničili roku 1940 nacisté, zatímco část je stále roztroušena po celém Polsku. V letech 1936-1939 byl z iniciativy levicové organizace Bund zbudován Židovský lidový dům.
Z židovských památek se dodnes zachovaly dva hřbitovy a několik synagog, z nichž tři jsou v provozu. Stojí také budova talmudické školy Ješiva Chachmej Lublin, kde byla v únoru 2007 otevřena nová synagoga.
Po svém vyhnání z Prahy roku 1629 zde nějakou dobu působil rabín spjatý s Českými zeměmi, vynikající komentátor Talmudu, Jom Tov Lipmann Heller.